# Léopard Sportif de Douala
El Léopard Sportif de Douala és un club de futbol camerunès de la ciutat de Douala.

## Palmarès
- Lliga camerunesa de futbol:[3][4]
  - 1972, 1973, 1974

## Futbolistes destacats
- Roger Milla